# Гіперглікемія
Гіперглікемі́я (лат. hyperglykaemia < грец. ὑπέρ + γλυκύς — солодкий + грец. αἷμα — кров) — клінічний симптом, який характеризується високим рівнем глюкози в сироватці крові порівняно з нормою.

## Види
Концентрація глюкози в артеріальній крові від 3,3 до 5,5 ммоль/л є життєво необхідною для нормального енергетичного забезпечення головного мозку. Регулюється завдяки динамічній рівновазі між фізіологічними та біохімічними процесами, які забезпечують надходження глюкози в кров і утилізації її внутрішніми органами. Підтримується, головним чином, шляхом синтезу та розпаду глікогену. Гіперглікемія розвивається при переважанні швидкості надходження глюкози у кров над швидкістю її утилізації. Виникає в наступних випадках:
- Після вживання їжі з високим вмістом вуглеводів, які легко засвоюються — аліментарна.
- Внаслідок емоційного збудження, больового подразнення, наркозу — нейрогенна.
- При абсолютній або відносній недостатності інсулярного апарату — спостерігається переважно у хворих на цукровий діабет.
- Під час вагітності — гестаційний цукровий діабет (цукровий діабет вагітних).
- У випадку прийому лікарських засобів — нікотинової кислоти, фенітоїну, епінефрину, тиреоїдних гормонів, глюкокортикостероїдів, кофеїну, хлорпромазину, морфіну. При короткочасному застосуванні препаратів, рівень глюкози в крові нормалізується.
- Окремим прикладом гіперглікемії можна розглядати зміни, які відбуваються у хворих на СНІД, коли клінічні прояви хвороби, які обумовлені пригніченням імунної системи, супроводжуються порушенням обміну вуглеводів.

Фізіологічна гіперглікемія має компенсаторний характер, забезпечує постачання до тканин енергетичного матеріалу. Патологічна гіперглікемія виникає при порушенні одній із ланок регуляції обміну вуглеводів. Причиною довготривалої гіперглікемії є порушення нервово-ендокринної регуляції обміну вуглеводів.

## Класифікація за ступенем тяжкості
Залежно від рівня глюкози в сироватці крові, розрізняють ступені гіперглікемії:
- легка гіперглікемія — 6,7 — 8,2 ммоль/л;
- середньої тяжкості — 8,3 — 11,0 ммоль/л;
- тяжка — вище 11,1 ммоль/л;
- вище 15,5 ммоль/л — розвивається прекоматозний стан;
- вище 33,3 — гіперглікемічна кома;

Для осіб з постійним порушенням вуглеводневого обміну ці показники можуть дещо відрізнятись.
Підвищення рівня глюкози крові до 8 ммоль/л, зазвичай, не впливає на самопочуття людини, і може виявитись тільки при лабораторному обстеженні. Гіперглікемія тяжкого ступеня становить небезпеку для життя, є показником недостатності інсулярного апарату.

## Клінічні прояви гіперглікемії
За ознаками складно діагностувати підвищення рівня глюкози в крові у пацієнта, тому найнадійнішим методом діагностики є вимірювання рівня глюкози крові. Підвищення рівня глюкози в крові супроводжується наступними проявами:
- відчуття спраги внаслідок підвищення осмотичного тиску крові, відтік рідини з тканин у кров і виділення її з сечею;
- сухість у роті;
- підвищене бажання їсти;
- свербіж шкіри;
- відчуття слабкості;
- озноб.

Гіперглікемія може виникнути гостро, а може мати хронічний перебіг. Якщо стан триває багато днів, у людини спостерігається втрата ваги тіла, часті сечовиділення, погіршення заживання подряпин і ран, порушення зору.

## Критерії відбору пацієнтів для скринінгового виявлення підвищеного рівня глюкози крові за відсутності симптомів гіперглікемії
Масовими обстеженнями можна спочатку виділити групу ризику (передіабет). У світовій медичній практиці використовуються різні програми скринінгу цукрового діабету. Критерії відбору пацієнтів для виявлення підвищеного рівня глюкози крові в разі відсутності проявів гіперглікемії:
- вік старше 45 років;
- надмірна вага тіла;
- цукровий діабет у родичів (батьки, брати, сестри);
- діабет вагітних або народження дитини вагою більше, ніж 4 кг;
- артеріальна гіпертензія;
- дисліпідемія;
- випадкове виявлення підвищення рівня глюкози натщесерце;
- синдром полікістозних яєчників;
- наявність судинних захворювань;
- належність до етнічної групи ризику (афроамериканці, латиноамериканці, індійці, населення островів Тихого океану, мешканці Азії).

При виявленні гіперглікемії, необхідно підтвердити цукровий діабет та розпочати адекватне лікування, спрямоване на нормалізацію рівня глюкози в крові. Це допоможе запобігти розвитку ускладнень цукрового діабету.